# スズキ・アクロス (四輪車)
アクロス（ACROSS）は、スズキが販売するクロスオーバーSUVである。

## 概要
2017年2月にトヨタ自動車（以下、トヨタ）との間で締結された業務提携に向けた覚書における「トヨタの電動化技術や電動車のスズキへの供給」に基づきトヨタからOEM供給を受けるハイブリッドカーで、「トヨタ・RAV4 PHV」をスズキブランドで欧州市場で販売するものである。
業務提携の趣旨もあり、日本市場での販売は予定されていない。
尚、生産は、「トヨタ・RAV4 PHV」と同じ豊田自動織機長草工場（愛知県）で行っている。

## 歴史
2020年7月1日
スズキの欧州部門において発表。
前述のとおり、ほとんどの性能等の面においてRAV4 PHVと同一であるが、フロント形状がRAV4 PHVと異なり、スイフトスポーツとも共通する大口径グリルを持ち、全面のスタイリングに関しては単なるバッジエンジニアリングにとどまらない区分が成されている。このため、RAV4 PHVと比べて全長が35mm長い。
2020年11月
販売開始。
2022年10月14日
ヨーロッパ仕様の2023年モデルをフランスで発表。